# David Galle
David Galle (Menen, 2 december 1980) is een Belgische stand-upcomedian die opgroeide in Wervik aan de Belgisch-Franse grens.

## Stand-upcomedy
Hij vormde tijdens zijn studentenperiode in 2000 het absurdistisch-komische duo Winnock & Galle met Laurent Winnock. Tussen 2001 en 2005 traden ze sporadisch op met het comedy collectief De Jonge Wolven van het theaterbureau Kaft en later ook bij 123comedyclub. In die periode hield het duo ook op te bestaan en ging Galle solo.
In 2005 kwam hij in de halve finales van de Nederlandse Culture Comedy Award. In 2007 won hij samen met de Vlaamse cabaretgroep Ter Bescherming van de Jeugd de Crazy Comedy Cover Contest van het Comedy Zone Festival met een sketch van Poelmo.
Op 26 mei van datzelfde jaar was hij voor het eerst als comedian op televisie te zien in het programma De Bovenste Plank op Eén. In 2008 won hij met een sketch van "Dikke Gilbert de La Tourette" de tweede prijs van de Crazy Comedy Cover Contest. In januari 2009 won hij na acht afleveringen de Comedy Casino Cup op Canvas.
In 2009-2010 toerde hij door Vlaanderen met de Comedy Victory Tour. Voor een show met de finalisten van de Comedy Casino Cup, Jeroen Leenders en Steven Gabriels in 2009 werd hij door WTV en de Krant van West-Vlaanderen genomineerd voor de titel "West-Vlaming van het Jaar" of "100% Westvlams". In 2010 was Galle terug te zien op televisie in een nieuwe reeks van Comedy Casino en ging zijn eerste avondvullende show D in première.
Hij werd door de krant De Standaard uitgeroepen als officieuze winnaar van het Comedy Casino Festival. In datzelfde jaar presenteerde Galle ook de slotshow van Comedy for Life, die kaderde in Music for Life van Studio Brussel. De show werd op kerstdag op Eén uitgezonden. In 2010-2011 toerde hij door Vlaanderen met zijn eerste avondvullende voorstelling D en deed hij ook optredens buiten de culturele centra. In 2011-2012 toerde hij met een reprise van de show.
In 2013 ging zijn nieuwe show Overleven in de chaos in première en kwam de dvd van zijn eerste show D uit bij pIAS. De show werd in november van dat jaar op Canvas uitgezonden. In 2013 en 2014 toerde hij in door Vlaanderen met zijn tweede show Overleven in de chaos en deed hij ook optredens buiten de culturele centra. Ondertussen trad hij enkele keren op in Wallonië en Noord-Frankrijk met een aangepaste Franstalige versie van zijn show.
In 2015 was er de nieuwe show En dan?.
In 2018 ging ‘Erover’ in première.  Het vaste voorprogramma voor de show werd verzorgd door burlesque-comedienne Zoe Bizoe.  De affiche werd ontworpen door Sammy Slabbinck
In 2019 ging ‘David Galle Komt in première.  David speelde die show voor het eerst met een headset in plaats van een handheld microfoon, wat meer beweging mogelijk maakte.  Het vaste voorprogramma werd het muzikale duo Friends are Magic. De tour werd vroegtijdig beëindigd vanwege de coronapandemie.
In 2023 ging zijn show 'Overleven in de Chaos' in première, in 2024 de nieuwe show 'Braka'.
David Galle runt samen met zijn partner het comedy café 'Wolinksi' in Brugge.  

## Radio en televisie
In 2006 schreef hij enkele afleveringen mee aan het tv-programma De rechtvaardige rechters op Canvas.
In 2009 presenteerde Galle de slotshow van Comedy for Life, die kaderde in Music for Life van Studio Brussel. De show werd op kerstdag op Eén uitgezonden.
In 2011 was Galle de eerste komiek die in het vernieuwde Comedy Casino op Canvas speelde en was hij te zien op Eén als vast panellid in het programma De Kazakkendraaiers. In 2011 was Galle verder te zien als 'mediawatcher' in Villa Vanthilt en als panellid van Vrienden Van de Veire, allebei op Eén. In augustus en september 2011 was hij ook dagelijks te horen op Radio 2 West-Vlaanderen tijdens zijn column over cultuur in de regio: de cultuurcamionet.
In 2013 en 2014 trad Galle op in verschillende televisieprogramma's: als panellid in het programma Twee tot de zesde macht op Eén, Nonkel mop op VTM, De klas van Frieda en De Eerste Show op Libelle TV. In het tv-programma De Slimste Mens ter Wereld werd hij in zijn eerste deelname naar huis gespeeld door de latere finalist Otto-Jan Ham. Achter de schermen werkte hij ook mee aan Superstaar op 2BE.
In 2015 fungeerde Galle als kwaadspreker in het programma Achter de Rug op VIER. Hij speelde eveneens de rol van Roste Thierry in de serie Bevergem op Canvas. In deze serie introduceerde Galle samen met mede-acteurs Gunter Lamoot en Luc Dufourmont de term "nurfen" : een geheimzinnige en onbekende (en vermoedelijk schunnige) activiteit. Eind 2015 was het tijdelijk het meest gegooglede woord in Vlaanderen.
In het najaar van 2015 was hij ook te zien in het programma Echt niet OK op Eén, met Tom Waes en Cath Luyten.
In 2016 is hij terug te gast in het tv-programma Twee tot de zesde macht als panellid, en ook in De Twaalfde Man, een programma in de aanloop naar het EK voetbal.   David leent ook zijn stem aan de pratende kat in het publiciteitsspotje van Win For Life van de Nationale Loterij.
Vanaf 2022 is hij vaak te zien in spotjes op de West-Vlaamse regionale televisie. Hij is ook te zien in een gastrol in de televisieserie Chantal. 